# Mankells Wallander: Mordbrenner
Mordbrenner (schwedisch: Mordbrännaren) ist ein schwedischer Fernsehfilm aus dem Jahr 2013.
Es handelt sich um die fünfte Folge der dritten Staffel, also die insgesamt einunddreißigste Folge der schwedischen Kriminalserie Mankells Wallander mit Krister Henriksson in der Hauptrolle. Die Erstausstrahlung in Schweden fand am 30. Juli 2013 auf TV4 statt; die deutschsprachige Erstausstrahlung erfolgte am 2. Januar 2014 auf Das Erste.

## Handlung
Der junge Tommy, der wegen Brandstiftung im Gefängnis saß, kommt nach Verbüßung seiner Haftstrafe auf dem Hof seiner Schwester Gunilla, deren Ehemann Svante und Sohn Alex unter. Noch in derselben Nacht bricht auf dem Hof ein Feuer aus; Gunillas Schäferhund wird mit einem Nagelhammer getötet.
Inzwischen hat Wallander mit seiner Alzheimer-Diagnose zu kämpfen. Um diese vor seinen Mitmenschen zu kaschieren, hilft er sich mit Notizen.
Inzwischen macht die Nachricht von Tommys Rückkehr die Runde; viele sind überzeugt, dass er auch für den aktuellen Brand verantwortlich ist. Wallander befragt Jurina Slavic, Tommys frühere Lehrerin, die beinahe durch eines von Tommys Feuern umgekommen wäre und ihn angezeigt hatte, wobei aber nicht viel Konkretes herauskommt. Sie wird jedoch verhaftet, als sich herausstellt, dass sie im Ort Flugblätter gegen Tommy aufgehängt hat; zudem finden sich bei ihr Gummistiefel mit Erdspuren, was sie damit erklärt, dass sie hinter ihrem Haus Laub verbrannt hat. Sie kommt bald auf freien Fuß. Die Polizei bewacht inzwischen Gunillas Hof. Als Tommy mit dem Fahrrad unterwegs ist, wird er von einem Autofahrer bedrängt.
Wallander trifft sich mit Bea zu einem Konzert.
Inzwischen gerät ein Kiosk in Flammen. Tommy hatte am Tag vorher dessen Besitzer bedroht, weil dieser ihn nicht bedienen wollte. Der Kioskbesitzer kommt im Feuer um. Wallander war bei der Begegnung zwischen Tommy und dem Kioskbesitzer hinzugekommen und sagt, dass er die Bedrohung nicht mitbekommen hätte. Im nächsten Moment ist er verwirrt und weiß nicht, wo er ist.
Am Tatort werden Tommys Fahrrad und Feuerzeug gefunden; auf dem Hof fehlt ein Kanister Benzin. Tommy wird nach einer Prügelattacke schwer verletzt auf einem Feld gefunden, kann aber in einer Operation gerettet werden. Tommy sagt, dass das Auto, das ihn verfolgt hatte, ein Volvo und eine Zivilstreife der Polizei gewesen sei.
Jurina Slavics Kollege Boman, der einen Volvo fährt, wird verhaftet und gibt seinen Kumpel Perra als Alibi an. Beide geben an, zur Tatzeit, als Tommy verprügelt wurde, Videospiele gespielt zu haben. Gunilla und Svante geben an, Boman und Perra nicht zu kennen. Die Polizei rätselt, warum Tommy schweigt und seine Angreifer zu schützen scheint. Bei Perra wird so eine Art Nagelhammer gefunden, mit der Gunillas Hund getötet wurde. Tommy gibt an, Boman und Perra nicht zu kennen; die Polizei muss beide laufen lassen.
Martinsson äußert Linda gegenüber Sorgen, weil ihrem Vater Nachlässigkeiten unterlaufen. Linda führt die darauf zurück, dass es ihrem Vater schwerfällt, Verantwortung abzugeben, und weil er unter Stress steht.
Eine Untersuchung der Spielkonsole ergibt, dass Boman und Perrra bis zu der Zeit gespielt haben, als Tommy den Hof verlassen hat, als ob sie benachrichtigt worden seien, wann sie Tommy überfallen können. An Tommys Kleidung werden Spuren von Lösungsmittel entdeckt. Boman hatte zusätzlich noch am Kiosk Tommys Handy mitgenommen und gibt jetzt an, es vor lauter Stress nicht abgegeben zu haben. Linda und Martinsson beobachten, wie Boman Perra von dem Handy erzählt und Perra ihn beschimpft und auf ihn einprügelt. Sie entdecken bei Perra die gleiche Art von Lösungsmittel, wie sie auch an Tommys Kleidung vorhanden war.
Als Wallander eines Abends bei Linda und ihrer Familie zu Besuch ist, sorgt er für Irritationen, als er von einem Moment zum nächsten einfach geht. Als Linda wissen will, was mit ihm los war, stellt Wallander in Aussicht, mit ihr zu reden, wenn der Trubel über den aktuellen Fall vorbei ist.
Eine Untersuchung von Tommys SMS-Verkehr deutet auf Dealertätigkeiten hin. Als Wallander Tommy mit dieser Erkenntnis konfrontiert, ergreift Tommy die Flucht und wird polizeilich gesucht.
Jurina Slavic ruft die Polizei, als Tommy bei ihr auftaucht und sie anstarrt. Als Nächstes greift Tommy Perra an und setzt ihn in Brand; Wallander kommt Perra zu Hilfe. Boman gesteht, dass Perra für die Brandstiftung auf dem Bauernhof verantwortlich ist und er und Perra den Kiosk angezündet haben. Da Tommy bei seiner Flucht Wallanders Notizbuch gestohlen hat, in dem steht, dass Svante verwickelt sein könnte, vermutet Wallander, dass Svante in Gefahr sein könnte. Svante gibt zu, mit dem fehlenden Benzinkanister gelogen zu haben, weil er Angst um den Hof seiner Eltern hatte. Tommy hat inzwischen Alex als Geisel genommen. Er lässt Alex frei und setzt sich in Brand.
Wallander gibt Linda seine Krankenakte zu lesen und überlässt es ihr, ob sie mit ihm über seine Alzheimer-Erkrankung reden will. Linda gibt ihm zu verstehen, dass er nicht alleine ist.

## Kritiken
„Grimmiger (Fernsehserien-)Krimi, in dem der Protagonist zunehmend die eigene Hölle erlebt. - Ab 16.“